# Cantó de Tria de Baïsa
El cantó de Tria de Baïsa és un cantó francès del departament dels Alts Pirineus, situat al districte de Tarba. Té 22 municipis i el cap cantonal és Tria de Baïsa.

## Municipis
- Antin
- Vernadèth Devath
- Bonahont
- Bugar
- Estampuras
- Fontralha
- Freisheda
- La Lana
- La Marca d'Arrostanh
- La Pèira
- Lubret e Sent Luc
- Lube e Bèthmont
- Lustar
- Maderòlas
- Los Mès
- Poidarrius
- Sadornin
- Cèra d'Arrostanh
- Tornós Darrèr
- Tria de Baïsa
- Vido
- Vilambic

## Història
| Data d'elecció                           | Identitat         | Partit        | Qualitat |
| ---------------------------------------- | ----------------- | ------------- | -------- |
| 1985-1992                                | Michel Castay     | UDF           |          |
| 1992-2004                                | Jean Guilbaux     | Divers droite |          |
| 2004-                                    | Jean-Claude Duzer | PS            |          |
| les dades anteriors no són pas conegudes |                   |               |          |
|                                          |                   |               |          |

## Demografia
| 1962  | 1968  | 1975  | 1982  | 1990  | 1999  | 2006  |
| ----- | ----- | ----- | ----- | ----- | ----- | ----- |
| 4.621 | 4.305 | 3.936 | 3.755 | 3.573 | 3.494 | 3.571 |